# Kobranka
Kobranka (znanstveno ime Natrix tessellata) po videzu, strupenosti in življenjskih navadah prav nič ne spominja na kobro. Strupeno kačo prepoznamo po zožanih zenicah v očeh, medtem ko ima kobranka okrogle, kar je značilnost naših nestrupenih kač. Kakor njena sorodnica belouška, spada med vodarice.

## Telesne značilnosti
Kobranka je nestrupena kača, katere dolžina znaša do okoli 100 cm, vendar pa so bili tudi na Slovenskem najdeni že večji osebki. To kačo prepoznamo po značilnem vzorcu, ki je podoben poljem na šahovnici. Barva kože variira od sive, olivno zelene pa tja do umazano rjave, po spodnjem delu pa je rumenkasta, s črnimi prečnimi lisami, marmornat vzorec. Kadar se počuti ogroženo, uporabi značilnosti strupenih kač ter začne glasno sikati, pripravljena da bo ugriznila. Ker pa je neškodljiva, ji to ne pomaga dosti. Zato začne izpuščati smrdljivo tekočino (iz kloake) in se naredi mrtvo.  

## Življenjski prostor
Kobranko najdemo predvsem ob sladkih vodah, včasih pa tudi ob delno slanih. Nahaja se predvsem ob ribnikih, oz. nižjih in mirnih vodah z bogato obrežno vegetacijo. Večino dneva preživi skrita na drevesnih vejah, kadar pa ji grozi nevarnost ali se nameni loviti, se spusti v vodo. 
Razširjena je povsod po jugovzhodni Evropi, vse do Kaspijskega jezera. Najdemo jo tudi v Sloveniji.

## Prehranjevanje
Hrani se predvsem z ribami, občasno tudi s paglavci, žabami ter pupki. Je izjemno potrpežljiva lovka - ko se spusti v vodo na lov, tam lahko ostane tudi do štiri ure. V tem času je tako nedovzetna za kakršno koli premikanje, da se ji je možno povsem približati. Ko lovi, se uleže povsem na dno, čakajoč nič hudega slutečo ribo, nato pa jo pograbi s svojimi močnimi čeljustmi. Delo dokonča tako, da ribo ovije in zadavi.